# Alzheimerforeningen
Alzheimerforeningen er en uafhængig patientforening og medlemsorganisation, der har til formål at sikre bedre vilkår for mennesker med demens og deres pårørende. Medlemskredsen omfatter både mennesker med demens, deres pårørende og fagfolk på demensområdet. Medlemmerne har den fælles holdning, at alle, der er berørt af demens, skal have mulighed for et godt og indholdsrigt liv.Ved udgangen af 2022 havde foreningen 15.000 medlemmer.
Alzheimerforeningen har også en overordnet politisk funktion: At tale demenspatienter og deres pårørendes sag over for politikere og myndigheder. For når det handler om behandling, pleje og omsorg af mennesker med demens, spiller det offentlige en afgørende rolle. Når Alzheimerforeningen formulerer en politik på demensområdet eller tager en særlig sag op, sker det altid i nært samarbejde med foreningens medlemmer. Det sker blandt andet igennem tænketanke, dialogmøder og medlemsundersøgelser.